# Front càlid

Il·lustració d'un front càlid (Warm front)la massa d'aire càlid, en verd, s'eleva per sota de la massa d'aire fred, en taronja, provocant la formació de núvols, el més sovint nimbostratus.

Representació simbòlica del front càlid (amb semicercles vermells).

Un front càlid es un límit entre dues masses d'aire, el front càlid està situat al darrere del límit del sentit del desplaçament.
El límit entre les dues masses d'aire (aire càlid i aire fred), s'anomena superfície frontal, és i precipitacions. L'aixecament de l'aire càlid per sota de l'aire fred anterior no és pas deguda a la diferència de densitat entre les masses d'aire en presència, sinó a les capes baixes per convergència meteorològica o cisallament, per exemple i/o les interaccions amb els elements d'altitud veïns a la tropopausa.

## Desenvolupament dels fronts càlids
A l'hemisferi nord, un front càlid causa un canvi en el vent des de sud-est a sud-oest, i en l'hemisferi sud el canvi del vent és de nord-est a nord-oest. Les característiques comunament associades als fronts càlids inclouen:
| Fenomen meteorològic | Abans de passar el front càlid                                                                         | Mentre passa el front             | Després de passar el front                                          |
| -------------------- | --- | --------------------------------- | ------------------------------------------------------------------- |
| Temperatura          | Fresc                                                                                                  | Escalfament sobtat                | Més càlid                                                           |
| Pressió atmosfèrica  | Reducció continuada                                                                                    | Aixecament                        | Pujada lleugera seguida d'una reducció                              |
| Vents                | - Sud a sud-est (hemisferi nord) - Nord a nord-est (hemisferi sud)                                     | Variable                          | - Sud a sud-oest (hemisferi nord) - Nord a nord-oest(hemisferi sud) |
| Precipitació         | Ruixats, neu, aiguaneu                                                                                 | Lleugera aiguaneu                 | Normalment sense, de vegades lleugera pluja o ruixats               |
| Núvols               | Cirrus, cirrostratus, altostratus, nimbostratus, estrats i boira; ocasionalment cumulonimbes a l'estiu | estratus, de vegades cumulonimbes | Aclarint amb alguns estrats, de vegades cumulonimbes dispersos.     |
| Visibilitat          | Pobra                                                                                                  | Pobra, però millorant             | Bona                                                                |
| Punt de rosada       | Augment continu                                                                                        | Continuadament                    | Puja, després continuada                                            |